# Jičín – město pohádky
Jičín – město pohádky je pětidenní festival určený zejména pro děti, který v Jičíně (okres Jičín v Královéhradeckém kraji) od roku 1991 každý rok v září pořádá nezisková organizace Nadační fond Jičín – město pohádky.

## Vznik
Ve dnech 19. a 20. října 1990 se konala víkendová akce „Kubínův Jičín“, tenkrát nazvaný „Kulturní dny pro děti a dospělé“. Při hodnocení této akce 6. listopadu se tehdejší organizátoři JUDr. Jaroslav Veselý a Jaromír Gottlieb rozhodli ustavit festival jako pohádkový. 29. července 1991 byla založena pohádková nadace a 30. září 1991 byl pořádán první ročník festivalu českých pohádek. Festival připravuje a pořádá Nadační fond Jičín – město pohádky a v některých ročnících jako spolupořadatel také město Jičín a občanské sdružení Ráj srdce.

## Místo konání
Festival se koná vždy v Jičíně v jeho historickém centru. Postupně se rozšiřoval i na další prostranství. Pravidelně se odehrává na Valdštejnově náměstí, na nádvořích jičínského zámku, v zámeckém parku, na náměstí Svobody, tzv. Rynečku, na jičínském Žižkově náměstí, v Husově ulici a u Zimního stadionu. Pro některé akce nebo v některých ročnících se program odehrával v dalších místech v Jičíně a okolí.

## Program
Stěžejním prvkem programu festivalu jsou tvůrčí dílny, ve kterých děti samy pracují – od práce s papírem po práci s kamením. Dále jsou v programu divadelní představení, hudební koncerty, výstavy, soutěže a sportovní akce. Tradiční body programu:
- První den festivalu vychází průvod, do kterého se zapojují lidé v pohádkových maskách. V tento den předá starosta města klíče od města dětem, které je poslední den vrátí. Po městě se prochází Rumcajs s Mankou a další pohádkové bytosti.
- Tvůrčí dílny – na několika místech mohou děti pracovat s různými materiály a vyrábět z nich věci.
- Průvod se světýlky – průvod prochází večer s lampiony na Čeřovku pod rozhlednu Milohlídku.
- Ohňostroj probíhá v sobotu večer.

## Symboly festivalu
Symboly festivalu jsou oříšek, pohádkové zákony, drak, zvonky, rohožka, klíč.
Oříšek je symbolizován půlkou skořápky vlašského ořechu s městem Jičínem umístěným uvnitř. Jedná se o hlavní symbol festivalu užívaným jako jeho logo. Pohádkové zákony jsou vymyšlené dětmi a jsou pouze doporučeními. V roce 2010 byl na Žižkovo náměstí nastálo umístěn přes dva metry vysoký kovový drak (v předchozích letech byli využíváni dřevění a papíroví draci). Zvonky a rohožka jsou umístěny v průchodu Valdické brány, kde je mohou průchozí použít. Při zahájení festivalu je dětem předán starostou klíč od města, který vrátí na konci festivalu.

## Spolupráce
Nadační fond spolupracuje s jičínskými kulturními zařízeními. V některých ročnících získal festival také záštitu Organizace OSN pro výchovu, vědu a kulturu UNESCO, Dětského fondu OSN UNICEF a Královéhradeckého kraje. V roce 2019 převzalo záštitu Ministerstvo kultury ČR. Generálním partnerem je Česká televize.

## Přehled ročníků
| №   | Datum                | Téma                                                                                    | Dramaturg                                    |
| --- | -------------------- | --------------------------------------------------------------------------------------- | -------------------------------------------- |
| 1.  | 30. 9. – 6. 10. 1991 | Bylo nebylo                                                                             | Jaroslav Veselý                              |
| 2.  | 28. 9. – 4. 10. 1992 | Ráj srdce                                                                               | Jaromír Gottlieb                             |
| 3.  | 27. 9. – 3. 10. 1993 | ..k čemu tam ta slunečnice je?                                                          | Radovan Sál                                  |
| 4.  | 26. 9. – 2. 10. 1994 | Zvony a zvonky                                                                          | Petr Krupka                                  |
| 5.  | 25. 9. – 1. 10. 1995 | Za sedmero horami a sedmero řekami aneb Bylo – nebylo                                   | Věra Rychterová                              |
| 6.  | 30. 9. – 6. 10. 1996 | Holduj tanci, pohybu                                                                    | Zdena Svobodová                              |
| 7.  | 29. 9. – 5. 10. 1997 | Hlavně nesmí býti smutno                                                                | Ivan Matějka                                 |
| 8.  | 14. 9. – 19. 9. 1998 | Máme rádi zvířata                                                                       | Draga Zlatníková                             |
| 9.  | 13. 9. – 19. 9. 1999 | Kniha, motto: Poselství                                                                 | Čestmír Jung                                 |
| 10. | 11. 9. – 16. 9. 2000 | Pohádky odjinud                                                                         | Jaroslav Veselý                              |
| 11. | 10. 9. – 15. 9. 2001 | Rumcajs a jeho rodina, Pocta pánům Čtvrtkovi a Pilařovi, rodině, přírodě a její ochraně | Hana Krásenská                               |
| 12. | 8. 9. – 14. 9. 2002  | Vyprávění \| komunikace – cesta k porozumění                                            | Josef Horáček                                |
| 13. | 8. 9. – 13. 9. 2003  | Sedm klíčů od třinácté komnaty                                                          | Pavel Nožička, Robert Smolík                 |
| 14. | 6. 9. – 11. 9. 2004  | Pohádky a báje Českého ráje                                                             | Miroslav Dousek, Jan K. Čeliš                |
| 15. | 7. 9. – 11. 9. 2005  | Zlatá brána otevřená                                                                    | Jaromír Gottlieb                             |
| 16. | 12. 9 – 17. 9. 2006  | Strašidla, strašáci a strašpytlové                                                      | Vlasta Hylmarová                             |
| 17. | 11. 9. – 16. 9. 2007 | Ten dělá to a ten zas tohle aneb Řemesla v pohádkách                                    | Martin Zajíček                               |
| 18. | 9. 9. – 14. 9. 2008  | Když se čerti rojili…                                                                   | Alena Pospíšilová                            |
| 19. | 8. 9. – 13. 9. 2009  | Pohádka v krajině – Krajina v pohádce                                                   | Jan K. Čeliš                                 |
| 20. | 7. 9. – 12. 9. 2010  | Česká pohádková klasika                                                                 | Jaroslav Veselý                              |
| 21. | 7. 9. – 11. 9. 2011  | … a děti pro radost a radost pro děti, Motto: Taneční pohádkování                       | Barbora Tmějová                              |
| 22. | 12. 9. – 16. 9. 2012 | Pohádkové Pimprlatérium                                                                 | Marcela Mašínová                             |
| 23. | 11. 9. – 15. 9. 2013 | Kolo, kolo mlýnský aneb chce to fortel                                                  | Radovan Sál                                  |
| 24. | 10. 9. – 14. 9. 2014 | Pelíšek, pelíšky, pelášení                                                              | Jaroslav Veselý                              |
| 25. | 9. 9. – 13. 9. 2015  | Ať žijí pohádky                                                                         | Věra Rychterová, Eva Špirochová, Radovan Sál |
| 26. | 7. 9. – 11. 9. 2016  | CIRK                                                                                    | Pavlína Paličková                            |
| 27. | 13. 9. – 17. 9. 2017 | Český rok aneb TRADICE tradičně i netradičně                                            | Pavlína Paličková                            |
| 28. | 12. 9. – 16. 9. 2018 | Pohádkové čarobejlí z Krkonoš a Podkrkonoší                                             | Jaroslav Veselý                              |
| 29. | 11. 9. – 15. 9. 2019 | Znám já jeden krásný zámek aneb Báje a pověsti z hradů a zámků Českého ráje             | Eliška Novotná                               |
|     | září 2020            | Zrušeno a přesunuto na rok 2021                                                         |                                              |
| 30. | 8. 9. – 12. 9. 2021  | Voda voděnka                                                                            | Šárka Maršíková                              |

## Historie
- 1992 – zaveden tradiční ohňostroj
- 1997 – zaveden sobotní výběr vstupného na Valdštejnově náměstí
- 2006 – Jiří Lábus se stal patronem festivalu